# 烏森まど
烏森 まど（からすもり まど、1996年9月9日 - ）は、日本の女優。熊本県熊本市出身。CESエンタテインメント所属。
本名は井戸川桃花。
済々黌高校を卒業。在学中は応援団長を務め、甲子園での応援も果たす。その様子が地元メディアで取り上げられるなど、地元テレビにも多数出演している。
高校卒業後、大学の演劇専攻を目指すも失敗したためそのまま上京して女優を目指すことを決意。3年ほどの下積み生活を得たのち2018年にテッサ・マイヤー監督の『歩く魚』で主演。この作品が「第92回アカデミー賞」短編映画賞部門ロングリストにノミネートされる。趣味は俳句で、俳号は百影（もかげ）。

## 出演

### テレビドラマ
- クラスメイトの女子、全員好きでした 第8話（2024年8月29日、読売テレビ・日本テレビ系） - 看護師 役[4]

### 映画
- 時には懺悔を（2026年公開予定）[5][6]